# Jensen Motors

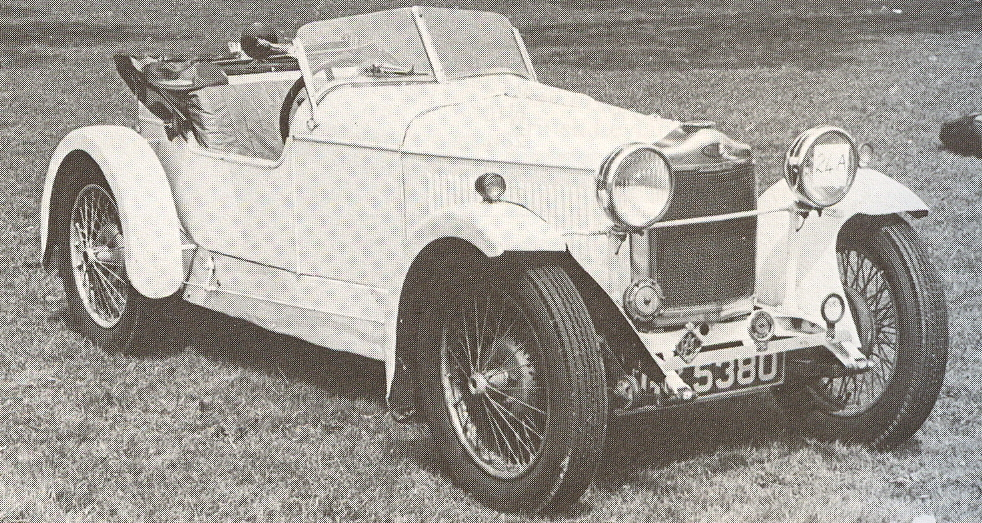
Primer Avon Special de Alan Jensen

Jensen Motors Limited fue un fabricante británico de automóviles deportivos y vehículos comerciales localizado en West Bromwich, Inglaterra. La marca comenzó su andadura en 1934, cuando los hermanos Alan y Richard Jensen pusieron su nombre al negocio de fabricación de carrocerías de "W.J. Smith & Sons Limited". Dejó de cotizar en bolsa en 1976, y aunque retomó la actividad en 1998, la compañía se disolvió definitivamente en 2011.
La empresa construyó carrocerías especiales para los principales fabricantes, pero también produjo automóviles de su propio diseño utilizando motores y las mecánicas de grandes compañías como Ford, Austin y Chrysler.
Los derechos de las marcas comerciales de Jensen se compraron con la compañía, que operó brevemente en Speke, Liverpool, de 1998 a 2002. Bajo los propietarios posteriores, se anunció una nueva versión del Interceptor Jensen en 2011, llegando a planearse traer la fabricación del nuevo modelo de regreso a la antigua planta de motores de Jaguar en Browns Lane, Coventry.

## Los hermanos Jensen

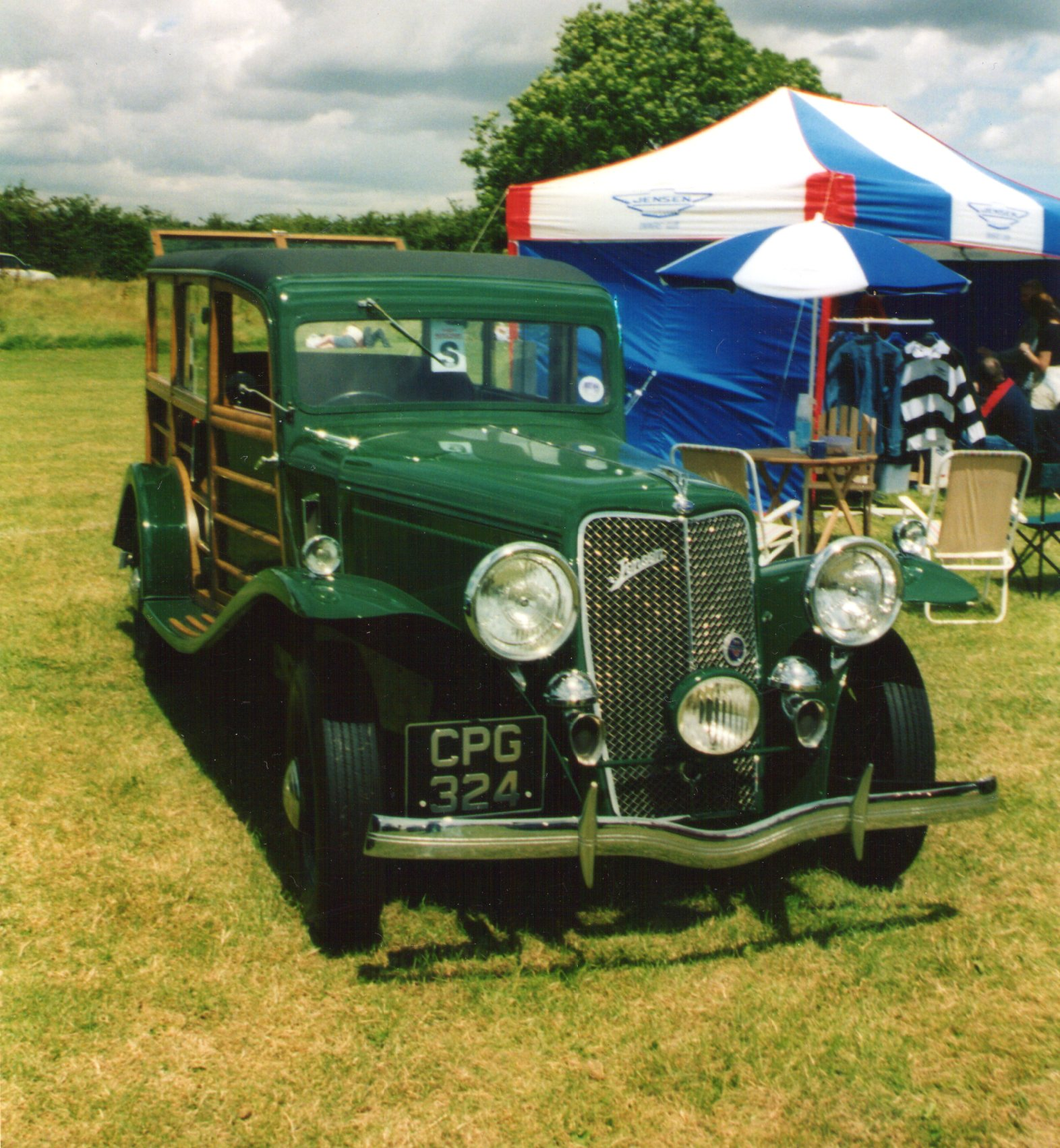
Jensen-Ford "woodie" shooting brake de 1935

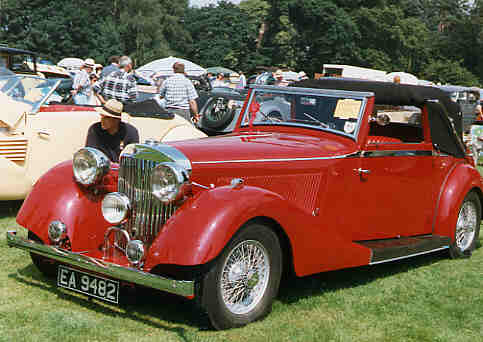
Jensen S-type descapotable 3.5 litros de 1938

En 1926, el joven Alan Jensen (1906-1994) y su hermano Richard Jensen (1909-1977) construyeron una nueva carrocería deportiva con popa de barco sobre uno de los primeros Austin Chummy. Alfred Herbert Wilde, ingeniero jefe (1891-1930) de Standard Motor Company vio el prototipo, y convenció a Alan Jensen para que se uniera a New Avon Body Co, un asociado de Standard Motor.
Bajo la tutela de Wilde, Alan Jensen diseñó los primeros biplazas abiertos Standard Avon producidos entre 1929 y 1933. Luego diseñó dos coches más para Avon y después se mudó con su hermano Richard al Concesionario de Austin Edgbaston Garage Limited, de Bournbrook, en un edificio que aún se encuentra junto al campus de la Universidad de Birmingham.
Edgbaston Garage, una empresa de reparación y mantenimiento de automóviles, fue comprada para su hijo en 1929 por el padre de J.A.M. Patrick. El joven Joe Patrick, involucrado en todos los campos del deporte del motor, estaba iniciando un negocio de carrocerías. Para su Edgbaston Garage, los hermanos Jensen hicieron hermosas carrocerías sobre los nuevos chasis Wolseley Hornet y Hornet Special. Sin embargo, sin reconocer a los hermanos Jensen, sus coches fueron ampliamente publicitados como The Patrick Special, por lo que en 1931 cambiaron de empresa nuevamente. Edgbaston Garage se convirtió en Patrick Motors Limited.
En busca de reconocimiento, los hermanos Jensen se fueron a trabajar para el fabricante de carrocerías de camiones W.J. Smith & Sons, en Carters Green, nuevamente en West Bromwich, con el propósito de construir carrocerías para coches deportivos pequeños, incluidos más Wolseley Hornet Special. Se trató de un desarrollo bastante independiente, que la propia compañía de Smith denominó con la referencia Jensen Motors, de forma que su propio nombre aparecía en el producto. Smith murió en 1934, y los hermanos lograron comprar una participación mayoritaria en Smith & Sons, cambiando poco después el nombre de la empresa a Jensen Motors Limited.
La compañía de Smith había anunciado en mayo de 1931 un descapotable de 4 plazas y uno rebajado de 2 plazas, ambos conocidos como Jensen Wolseley Hornets. Luego se expandió el negocio para construir carrocerías personalizadas exclusivas para modelos estándar producidos por varios fabricantes de la época, como Morris, Singer, Standard y Wolseley. En 1934, el actor de cine estadounidense Clark Gable les encargó que diseñaran y construyeran un automóvil para él basado en un chasis Ford con motor V-8. El coche resultante mereció muchos elogios y despertó un gran interés por su trabajo, lo que propició un acuerdo con Ford para producir una serie de Jensen-Ford con carrocería Jensen sobre chasis y motor Ford. En 1934 también comenzaron a diseñar su primer coche de producción propia con el nombre de "White Lady", que se convirtió en el Jensen S-type que entró en producción en 1935.

## Vehículos comerciales

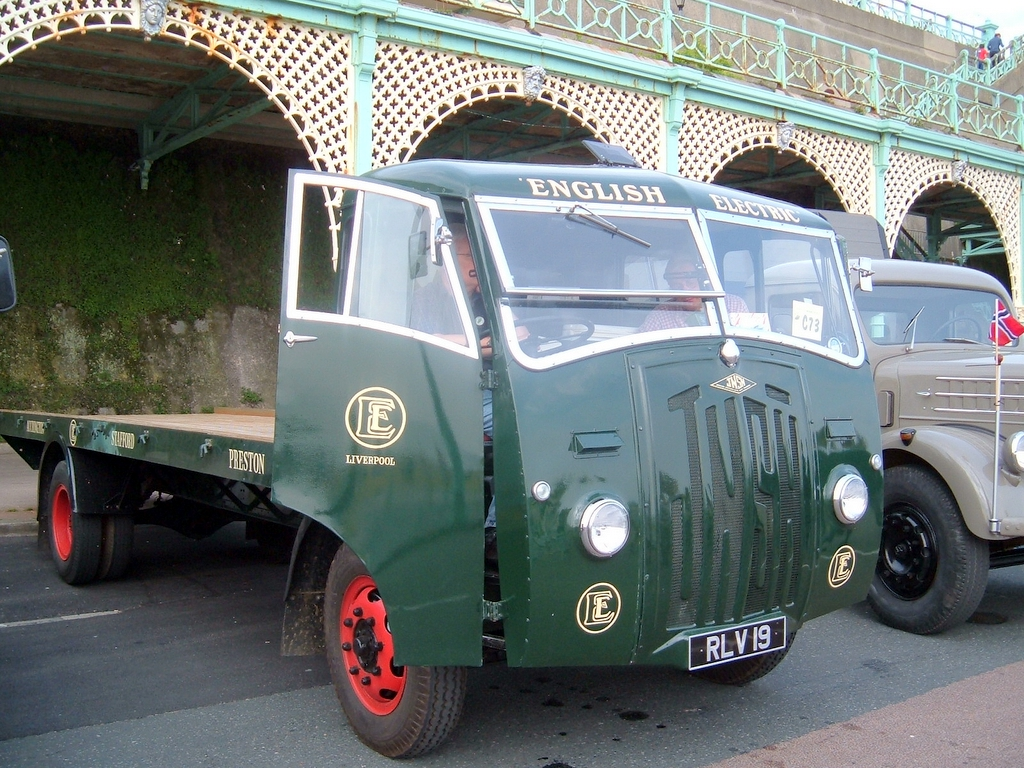
Camioneta JNSN

A finales de la década de 1930, Jensen se diversificó en la producción de vehículos comerciales bajo el marca JNSN, incluida la fabricación de una serie de innovadores camiones ligeros, construidos con aleaciones de aluminio para Reynolds Tube, así como el prototipo para el camión articulado "Jen-Tug", que entró en producción a fines de la década de 1940.
Durante la Segunda Guerra Mundial, Jensen se concentró en el esfuerzo de guerra y produjo componentes para vehículos militares, incluidas torretas para tanques, así como ambulancias y camiones de bomberos especializados.
Después de la guerra, la producción del "Jen-Tug" prosperó y Jensen también produjo una nueva gama de camiones y chasis diésel ligeros "JNSN" que se utilizaron en numerosos vehículos, incluidos camiones de mudanzas y autobuses. Un puñado de autobuses y autocares Jensen se produjeron para operadores independientes en la década de 1950, con motores diésel Perkins, cajas de cambios David Brown y carrozados por distintas empresas de la época, que tenían la marca distintiva JNSN en grandes letras troqueladas en la chapa de metal frontal del vehículo, debajo del parabrisas. En la década de 1950, Jensen fue elegida por British Motor Corporation (BMC) para construir las carrocerías del Austin Gipsy con tracción en las cuatro ruedas. En 1958 construyeron una pequeña cantidad de camionetas y minibuses comerciales ligeros Jensen Tempo, un diseño original alemán fabricado bajo licencia en el Reino Unido, de los que no se ha conservado ninguno.

## Coches deportivos

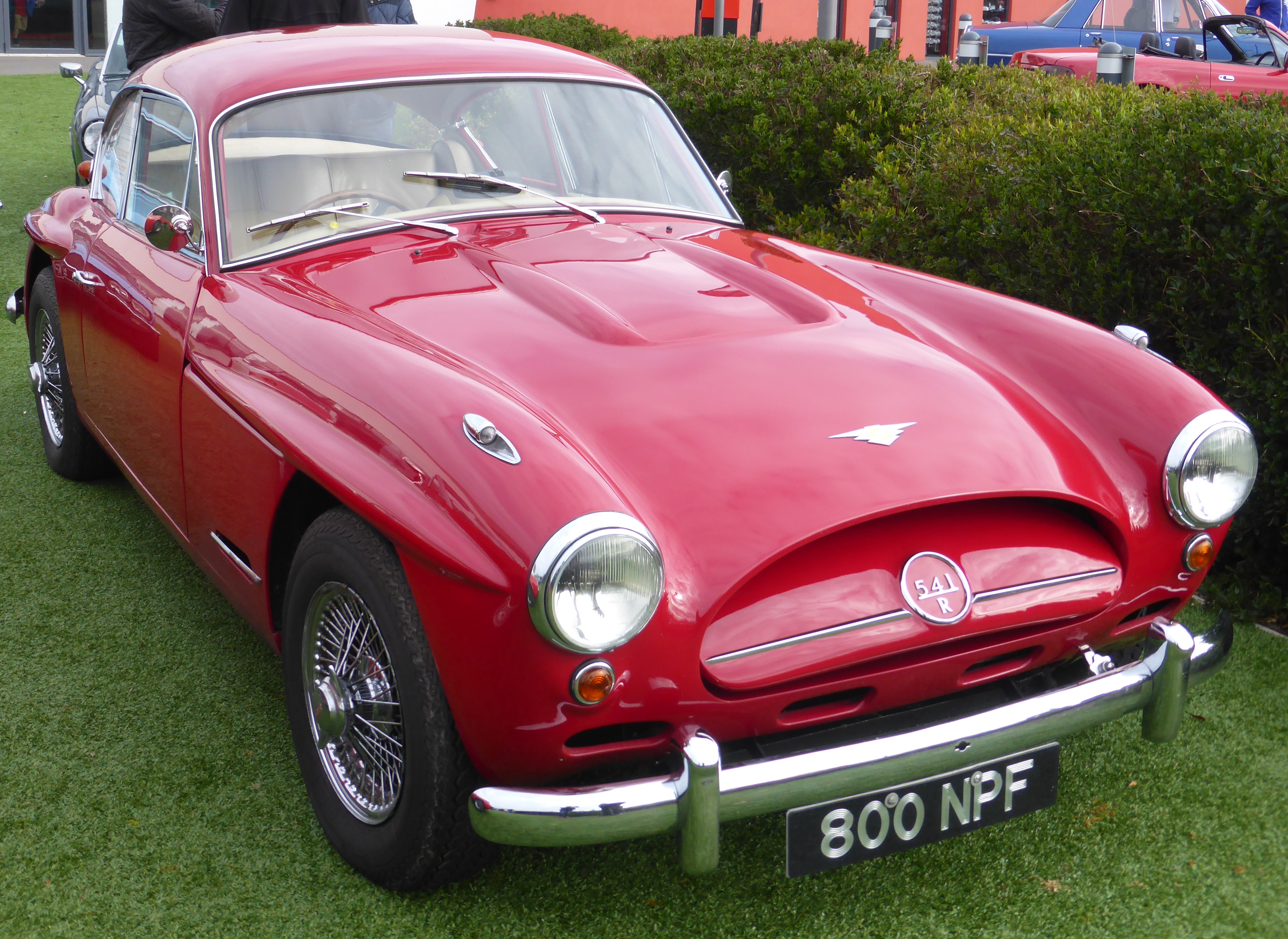
Jensen 541R de 1960

La producción de automóviles cesó durante los años de guerra, pero en 1946 se ofreció un nuevo vehículo, el  Jensen PW (una berlina de lujo). Se produjeron pocas unidades, ya que las materias primas estaban cuidadosamente limitadas por la planificación central del nuevo gobierno. También en 1946 se unió a Jensen Motors el diseñador de carrocerías Eric Neale (procedente de Wolseley) y su primer proyecto fue un cupé más moderno que se presentó en 1950, llamado Interceptor, y que se construyó hasta 1957.
En 1955, Jensen inició la producción de la obra maestra de Neale, el 541, que utilizó el entonces revolucionario plástico reforzado con vidrio para su carrocería. La parrilla del radiador estaba cubierta por una inusual tapa giratoria controlada por el conductor.
El 541S fue reemplazado por otro diseño de Neale, el C-V8 en octubre de 1962, en el que se reemplazó el motor de seis cilindros en línea de origen Austin, por un motor estadounidense Chrysler V8 de 6 litros. Este gran motor en un coche tan ligero convirtió al Jensen en uno de los vehículos de cuatro plazas más rápidos de la época.
Para sustituir al Interceptor, Jensen recurrió al estilista italiano Carrozzeria Touring para el diseño de la carrocería, que sería construida en acero. Exhibido por primera vez en octubre de 1965 y puesto en producción en la segunda mitad de 1966, las carrocerías fueron construidas por Carrozzeria Vignale de Italia y más tarde por Jensen. Se utilizó el mismo motor Chrysler de 383 plg³ (6,3 L) con culata de cuña en las primeras series, pero luego se pasó a emplear un  motor de 440 plg³ (7,2 L). El Interceptor se ofreció en versiones fastback, convertible y (poco común) cupé. El fastback fue, con mucho, el más popular con su ventana trasera envolvente grande y curva equipada con bisagras para acceder al maletero, lo que convirtió al Jensen en uno de los primeros coches con portón trasero.

### FF-Tracción total y ABS

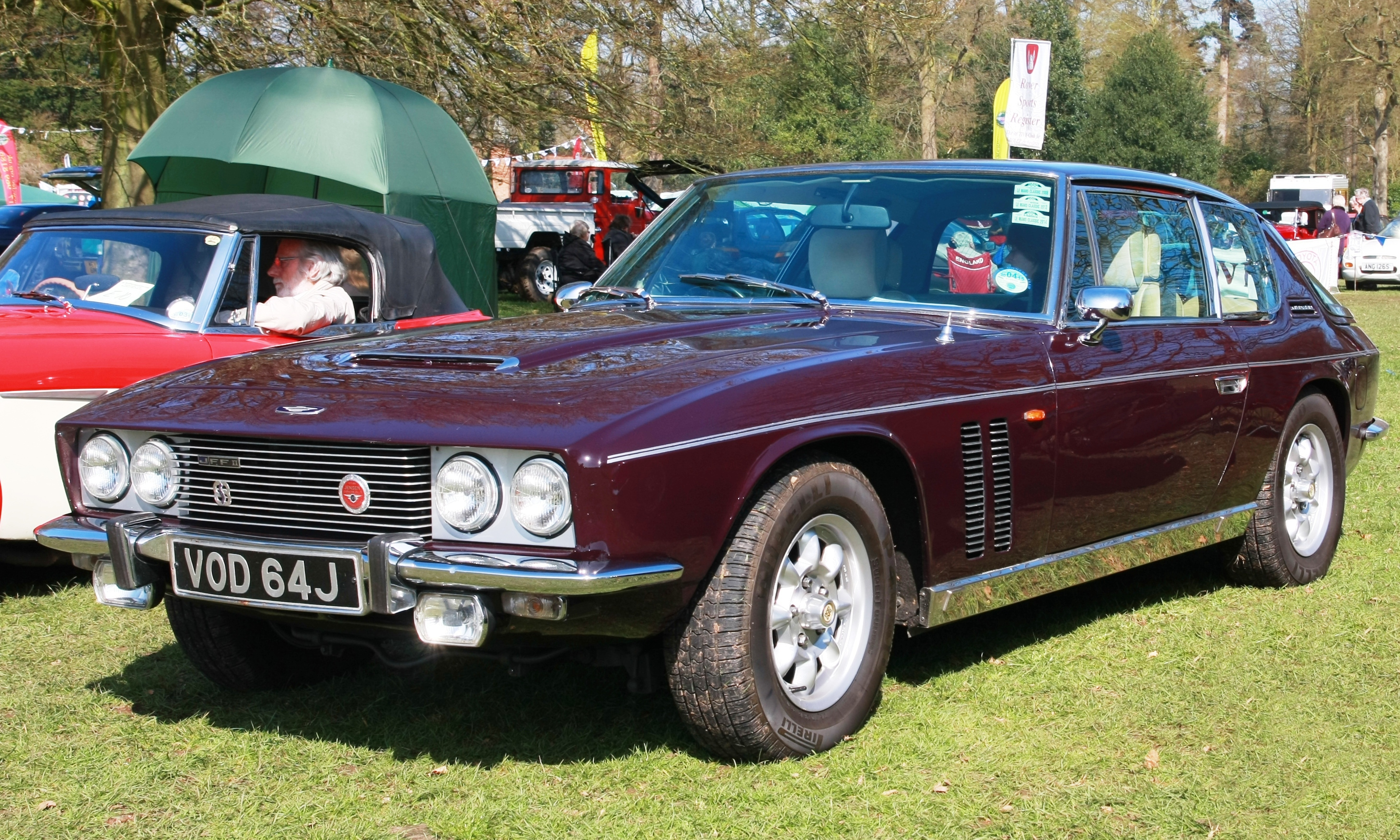
Jensen FF Mk.II

El puesto de Jensen Motors en el Earls Court Motorshow de octubre de 1964 mostró un automóvil Jensen FF equipado con tracción total y ABS como se publicitó (pero no se exhibió) en febrero de 1964. En el siguiente salón, en octubre de 1965, se exhibió un CV-8 FF listo para la producción, con un precio casi un 50 por ciento mayor que el del modelo estándar y tres pulgadas más largo. Sin embargo, siguió siendo un prototipo, y en cambio, el Jensen FF basado en el Interceptor entró en producción en 1966. El FF es aparentemente idéntico externamente al Interceptor, aunque era cuatro pulgadas más largo en el capó (todo por delante del parabrisas) y tenía un segunda fila de salidas de aire detrás de las ruedas delanteras.
Las letras adicionales significaban "Fórmula Ferguson", siendo Ferguson Research el inventor del sistema de tracción a las cuatro ruedas de tiempo completo adoptado, el primero en un automóvil deportivo fabricado en serie. También se presentó el sistema antibloqueo de ruedas Dunlop Maxaret, en uno de los primeros usos del ABS en un automóvil de producción en serie.
Solo se construyeron 320 unidades del FF, y la producción cesó en 1971.

## Otros proyectos

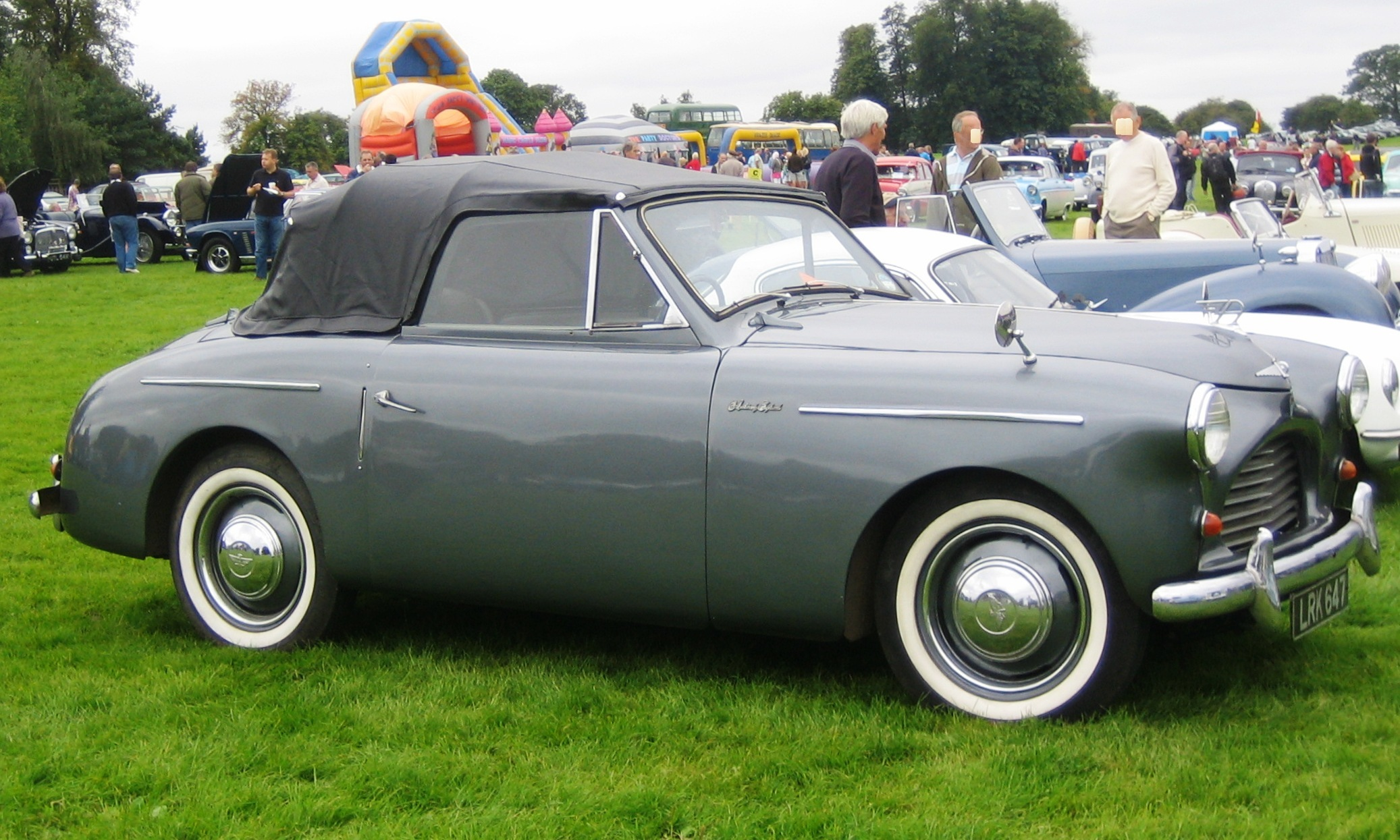
Austin A40 Sports, hacia 1951

Austin A40 Sports: Como parte de una serie de colaboraciones entre Austin y Jensen, el Austin A40 Sports tuvo su origen en una propuesta del presidente de Austin, Leonard Lord, que al ver el Interceptor, solicitó que Jensen y su diseñador Eric Neale desarrollaran una carrocería que pudiera usar la mecánica del A40.
El A40 Sports resultante, que debutó en el Salón del Automóvil de Londres de 1949, había sido diseñado por Eric Neale, un ex-estilista de Wolseley que se había unido a Jensen en 1946. Durante la producción, las carrocerías de aluminio del A40 Sports fueron construidas por Jensen y transportadas a la Planta de Longbridge de Austin para su ensamblaje final. El A40 Sports había sido concebido como un automóvil de turismo deportivo y no como un automóvil deportivo en sí, y se fabricaron más de 4000 unidades entre 1951 y 1953.
Austin-Healey 100: Aunque el diseño de Jensen para un nuevo coche deportivo basado en un Austin fue rechazado por la British Motor Corporation (BMC) en 1952 a favor de un diseño jdeado por Donald Healey, Jensen ganó el contrato de BMC para construir las carrocerías del Austin-Healey 100 resultante y del resto de los automóviles "grandes Healey". A finales de 1960, los coches Austin-Healey ocupaban a alrededor de 350 operarios de los 850 trabajadores de la fábrica de Jensen.
Volvo P1800: En 1960 Jensen ganó un contrato de Volvo para ensamblar y terminar las carrocerías de su cupé P1800. Pressed Steel fabricó las carrocerías en su planta de Linwood en Escocia y las envió a Jensen en West Bromwich para ser terminadas, pintadas y perfiladas; dejándose listas para su distribución. El primer lote para realizar pruebas salió de la línea de producción en mayo de 1961. El motor y la caja de cambios eran de Suecia, el eje trasero de EE. UU. y el sistema eléctrico provenía de Alemania; por lo demás, el resto del automóvil era totalmente británico. En marzo de 1962, 1.100 hombres estaban ocupados en la fábrica de Jensen en West Bromwich fabricando carrocerías Austin-Healey y automóviles Volvo y Jensen. En 1963, el contrato finalizó antes de tiempo debido a problemas de calidad y la producción de P1800 se trasladó a Gotemburgo, en Suecia.
Sunbeam Tiger: A principios de la década de 1960, Jensen también participó en el desarrollo y la producción del Sunbeam Tiger.

## Jensen-Healey

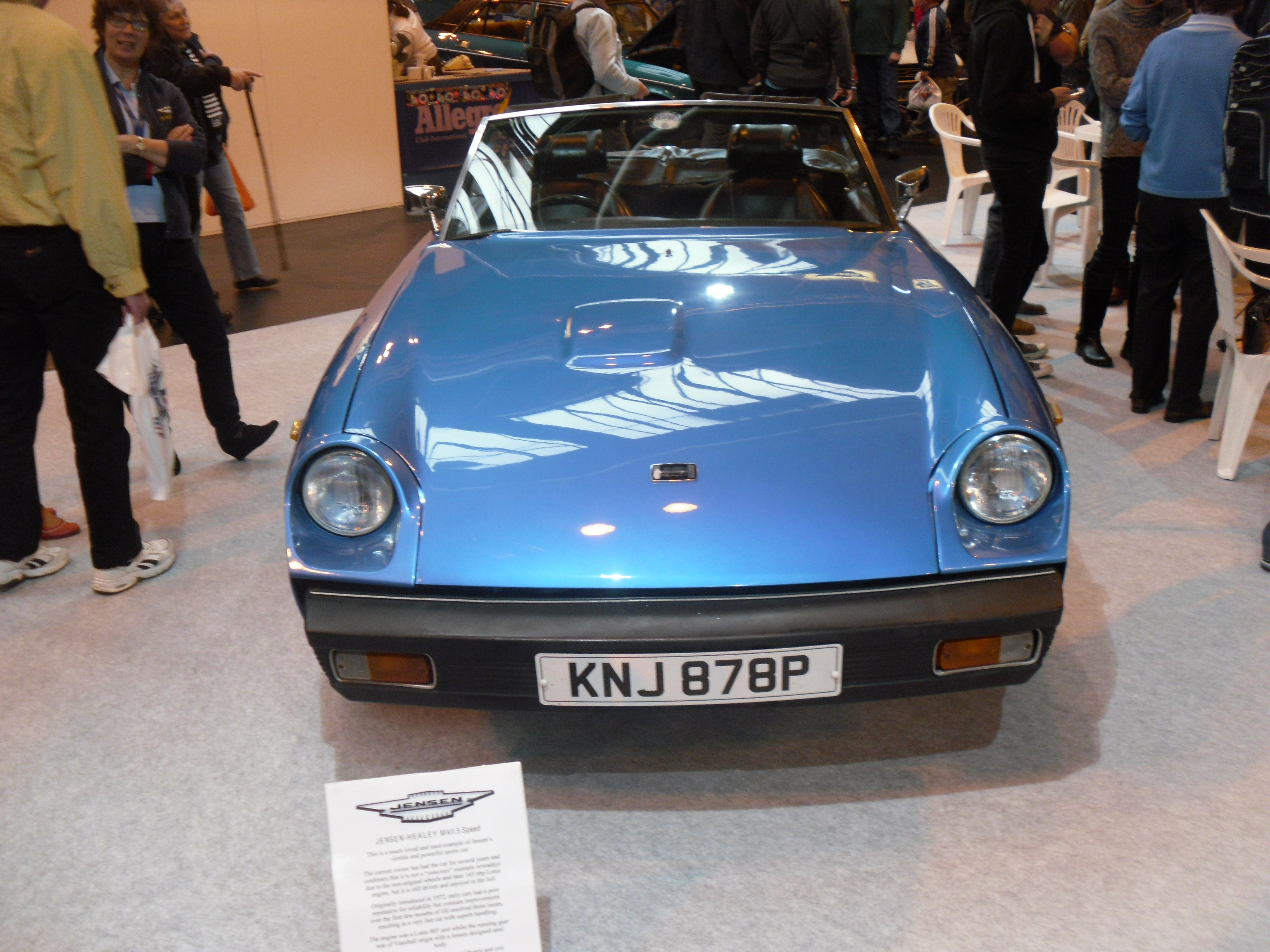
Mark II, con 5 marchas

Jensen fue comprada por Norcros Limited, una sociedad de cartera industrial, en junio de 1959. Alan Jensen se retiró de los puestos de director general adjunto y presidente suplente en octubre de 1964, aunque permaneció en la junta. Richard Jensen "renunció" a su nombramiento como director general adjunto en noviembre de 1965, pero siguió siendo presidente. Tras una serie de desacuerdos, Alan y Richard Jensen dimitieron de la junta en 1966. Richard se retiró a Malta y murió en Londres en septiembre de 1977. Alan murió en Brighton en 1994.
En septiembre de 1967, Jensen anunció que se habían visto afectados por las normas de seguridad automovilísticas de EE. UU. que entrarían en vigor el enero siguiente. Esperaban que tuviera que haber muchos despidos como resultado de la caída en la demanda del Austin-Healey 3000 y del Sunbeam Tiger, aunque ambos habían sido modificados para cumplir con las regulaciones. Al final del año, informaron a sus accionistas de que los contratos del Austin-Healey y del Sunbeam Tiger habían terminado. Un consultor de gestión estadounidense, Carl Duerr, reemplazó al director ejecutivo. Se decidió que a partir de ese momento, Jensen Motors sería un fabricante de automóviles a tiempo completo. A mediados de 1968, tras un desastroso año 1967, Norcros decidió vender su subsidiaria automotriz, cuyos productos "cuestan aproximadamente lo mismo que las casas pequeñas". La tasa de producción por entonces era de 12 Interceptor y FF por semana. En 1968, la empresa fue comprada por el banco mercantil William Brandts.
El distribuidor de automóviles noruego-estadounidense de la costa oeste Kjell Qvale se convirtió en el accionista mayoritario en 1970. Incorporó a Donald Healey, quien fue nombrado presidente en abril de 1970, y a un nuevo director ejecutivo en mayo. Pudieron anunciar el nuevo  Jensen-Healey en marzo de 1972. A finales de mayo del año siguiente se habían fabricado 3.356 coches nuevos, pero el rendimiento de la fábrica decepcionó al propietario y el volumen de ventas fue mediocre.
En octubre de 1974, Kjell Qvale se nombró a sí mismo director ejecutivo y presidente. La producción se redujo de 25 a 12 unidades por semana para acomodarse a las ventas. En julio de 1975 se anunció el Jensen GT, un Jensen-Healey con una carrocería cupé alargada. El futuro de la empresa seguía amenazado, lo que significó el despido de 700 trabajadores, dos tercios de su fuerza laboral.
El Bank of America nombró un síndico en septiembre. Kjell Qvale puso gran énfasis en el papel desempeñado por los sindicatos para provocar la caída de la empresa. Los expertos financieros afirmaron que en su intento de producir en masa un pequeño automóvil deportivo, Qvale había instalado una capacidad de producción muy superior a la demanda del mercado. Los locales vacíos fueron subastados a mediados de agosto de 1976.
Se crearon dos nuevas empresas: Jensen Special Products (JSP) y Jensen Parts & Service Limited (JP&S) para hacerse cargo de los restos de Jensen Motors. JSP se creó como una empresa especializada en ingeniería y diseño a partir del departamento de desarrollo de Jensen. JP&S se creó para proporcionar repuestos y servicio a la base de clientes existente de Jensen. JP&S luego se convirtió en una compañía llamada International Motors, que ganó la franquicia británica para Subaru y Maserati, así como de Hyundai desde 1982. Tanto JSP como JP&S fueron compradas por  el grupo Britcar Holdings. En 1982, JP&S, con los derechos de uso de las marcas de Jensen, fue vendida a Ian Orford, quien volvió a poner el Interceptor en producción como Mk IV.
Jensen Parts and Service pasó a llamarse Jensen Cars Limited, fabricándose un promedio de 11 coches al mes durante la década de 1980, siempre en pequeñas cantidades, antes de que la compañía se vendiera a Unicorn Holdings of Stockport y se propusiera producir un Interceptor Mk V, que nunca llegó a ser materializado, aunque se construyeron algunos Mk IV más.

## Breve reaparición

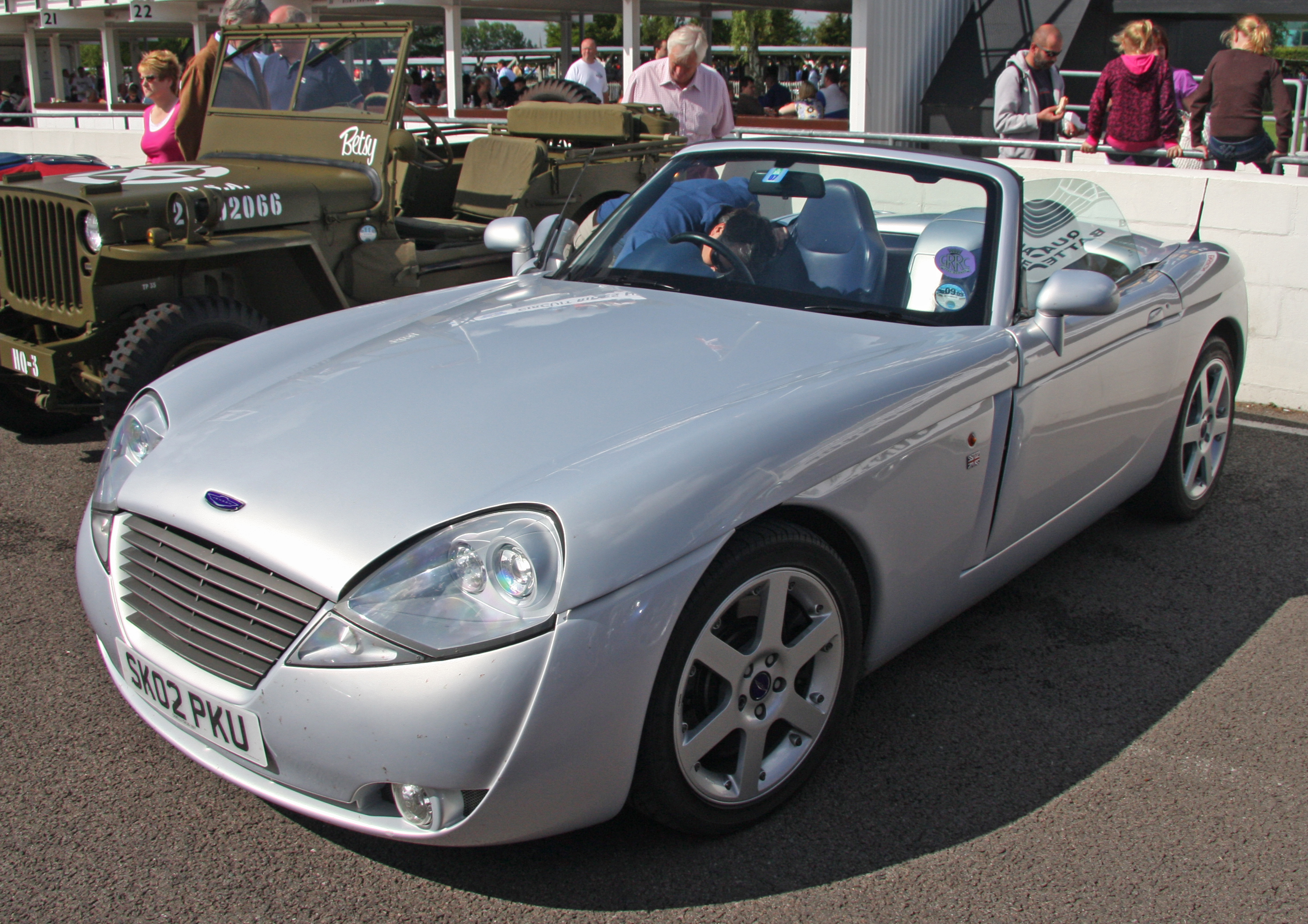
Jensen S-V8

La reaparición de 2001 duró poco. A finales de 2002, la producción de su único modelo, el S-V8 (con un precio de 40.000 libras), había cesado.
Después de una inversión de 10 millones de libras, en la que participaron el Ayuntamiento de Liverpool y el Departamento de Comercio e Industria, se lanzó un descapotable de dos plazas, el Jensen S-V8, en el Salón del Automóvil Internacional Británico de 1998, con una producción inicial de 300 vehículos (con una señal de compra pagada) a un precio de venta de 40.000 libras esterlinas cada uno. Pero en octubre de 1999 se confirmó que se habían realizado tan solo 110 pedidos.
La nueva fábrica de Liverpool en Speke comenzó la producción en agosto de 2001, pero los problemas con la fabricación significaron que la producción cesó con solo 20 unidades saliendo de la fábrica y otros 18 coches parcialmente terminados. La compañía entró en un proceso de administración judicial en julio de 2002. El nombre de Jensen y los coches parcialmente terminados se vendieron más tarde a SV Automotive de Carterton, Oxfordshire, en 2003, quien decidió completar la construcción de 12 de ellos, reteniendo los demás para repuestos y finalmente vendiéndolos por 38.070 libras.

### Jensen International Automotive
En abril de 2010 se fundó Jensen International Automotive (JIA). Esta nueva compañía se dedicaba a comprar Jensen Interceptor viejos y los vendía como automóviles nuevos después de una restauración completa, con motor e interior nuevos.
En septiembre de 2011, CPP, un fabricante de automóviles deportivos especializado, anunció que planeaba fabricar un nuevo Jensen, que se esperaba que saliera a la venta al público en algún momento de 2014. El nuevo Interceptor se basaría en un chasis totalmente de aluminio y utilizaría paneles de aleación, "haciéndose eco del diseño del gran turismo de cuatro asientos del muy querido original", según el comunicado de prensa oficial.

### El Grupo Jensen
El 25 de febrero de 2015, Autocar publicó un informe indicando que el nombre de Jensen se estaba utilizando de nuevo de manera oficial en dos modelos previstos para 2016. El primer modelo, que se mostraba en un prototipo de arcilla en el mismo artículo, era el vehículo llamado Jensen GT. Este modelo se construiría en unidades personalizadas y costaría alrededor de 350.000 libras (unos 408.000 euros fuera del Reino Unido). También en 2016, se esperaba que Jensen lanzase el sucesor del famoso Interceptor, llamado Interceptor 2. Estos anuncios de reactivación eran completamente diferentes de los comunicados difundidos por CPP en 2011 y estaban "oficialmente sancionados" por la empresa que lidera el proyecto, "The Jensen Group", que declaraba haber establecido la propiedad total sobre la marca Jensen. El Jensen GT se debería producir provisionalmente en virtud de un acuerdo entre Jensen Group y Jensen International Automotive, una pequeña empresa británica dedicada a reconstruir modelos Interceptor R modificados.

## Modelos Jensen
- Jensen S-type (1936-1941)
- Jensen H-type (1938-1945)
- Jensen PW (1946-1952)
- Jensen Interceptor (1950-1957)
- Jensen 541 (1954-1959)
- Jensen 541R (1957-1960)
- Jensen 541S (1960-1963)
- Jensen C-V8 (1962-1966)
- Jensen P66 (solo prototipo de 1965)
- Jensen Interceptor (1966-1976)
- Jensen FF (1966-1971)
- Jensen SP (1971-1973)
- Jensen-Healey (1972-1975)
- Jensen GT (1975-1976)
- Jensen S-V8 (2001)